# Parc naturel régional des Grands Causses
Le parc naturel régional des Grands Causses est un parc naturel régional créé en 1995 qui s’étend sur 119 communes au nord-est de la région Occitanie, au sud-est du département de l’Aveyron et au nord de celui de l'Hérault. D’une superficie de 380 715 ha, il est le deuxième parc le plus grand de France après celui des Volcans d'Auvergne. Il regroupe 86 115 habitants.
Le paysage des causses, situés pour partie dans le périmètre du parc, comme leur économie, a été façonné par l'activité pastorale. En 2011, 22 communes du parc, faisant partie du site Les Causses et les Cévennes, ont été distinguées par l'UNESCO reconnaissant leur valeur universelle exceptionnelle comme « paysages culturels de l'agro-pastoralisme méditerranéen » permettant leur inscription sur la liste du Patrimoine mondial de l’Humanité.

## Géographie

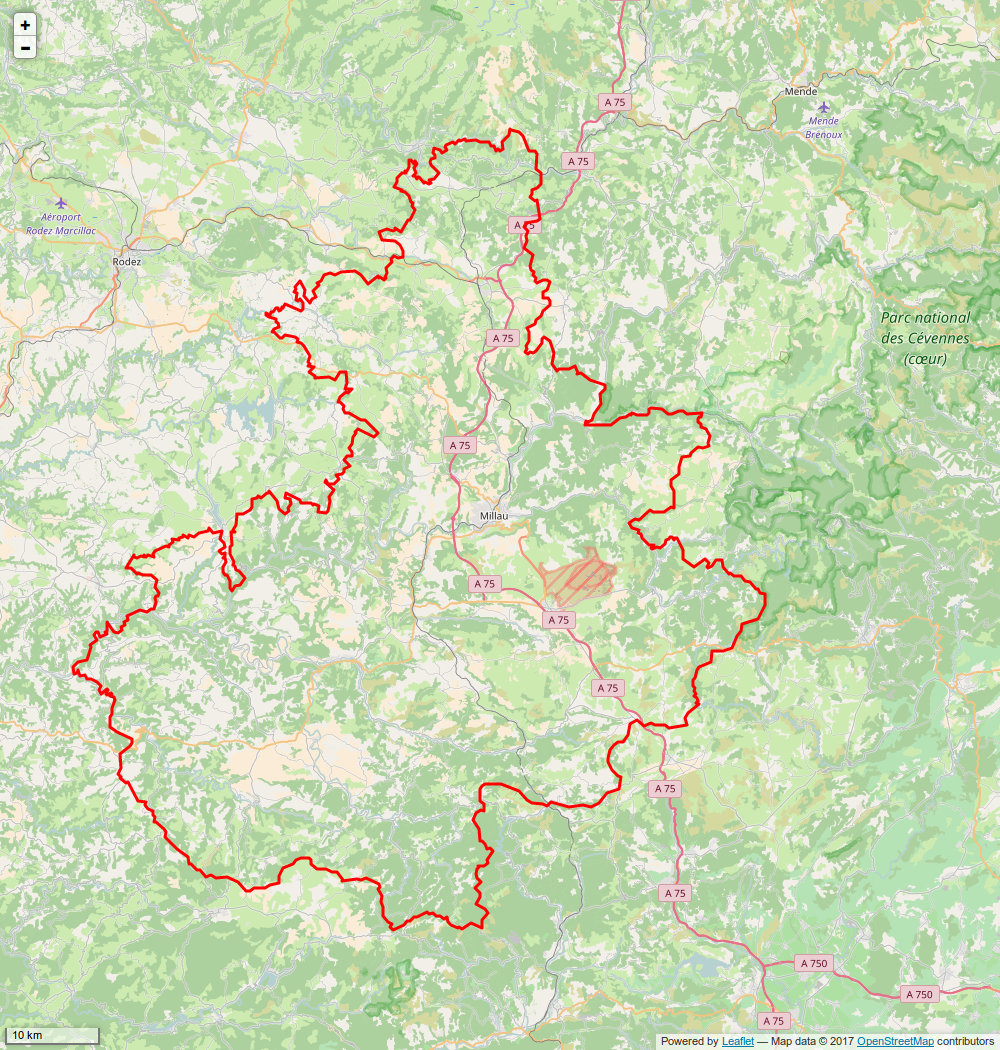
Périmètre du PNR.

### Les différentes entités
Le parc regroupe six entités :
- le causse de Sévérac
- le causse du Larzac
- le causse Noir
- le Millavois et le causse Rouge
- le plateau du Lévézou et les Raspes du Tarn
- le Rougier de Camarès, le Saint-Affricain, le pays de Roquefort.

Depuis le renouvellement de sa charte pour la période 2O24-2039, le Parc comprend 26 communes du département de l'Hérault, autour de Lodève.

### Paysages
Le parc naturel régional des Grands Causses présente une mosaïque de paysages différents.
- Les causses sont des plateaux calcaires plus ou moins vastes aux reliefs modelés de puechs et de combes entrecoupés de ravins (les balats), de petites vallées (vallée du Durzon, vallée du Cernon, etc). Les contreforts des causses peuvent être cernés de profondes gorges (Tarn, Dourbie, Lot, Jonte, etc.) comme de larges vallées ouvertes accueillant les villes de Millau, Saint-Affrique, Sévérac-le-Château, de bourgs comme celui de Roquefort-sur-Soulzon où se trouvent les caves  qui servent à affiner les fromages du même nom.
- Les Rougiers, collines de couleur rouge brique.
- Les monts couverts de forêts et parcourus de vallées encaissées.

### Rivières et ruisseaux parcourant ou bordant le territoire du parc
- Le Tarn qui a pour affluents :
  - Rive gauche :
    - La Jonte
    - La Dourbie qui a pour affluent le Durzon
    - Le Cernon qui a pour affluent le Soulzon
    - Le Dourdou qui a pour affluent la Sorgues
    - Le Rance

  - Rive droite :
    - Le Lumansonesque
    - La Muze, ou Muse

- L'Aveyron qui a pour affluents :
  - Rive gauche :
    - Le Viaur

  - Rive droite :
    - Le Serre

- Le Lot en bordure nord du parc.

### Territoires des communes constituant le parc
| Causse de Sévérac | Causse du Larzac | Causse Noir | Millavois et causse Rouge | Lévézou et Raspes | Rougier, Saint-Affricain et pays de Roquefort | |
| --- | --- | --- | --- | --- | --- | --- |
| - Campagnac - La Capelle-Bonance - Saint-Laurent-d'Olt - Saint-Martin-de-Lenne - Saint-Saturnin-de-Lenne - Sévérac-d'Aveyron - Verrières | - Le Clapier - Cornus - Fondamente - Lapanouse-de-Cernon - Marnhagues-et-Latour - Saint-Beaulize - Sainte-Eulalie-de-Cernon - Saint-Jean-et-Saint-Paul - Le Viala-du-Pas-de-Jaux - La Cavalerie - La Couvertoirade - L'Hospitalet-du-Larzac - Nant - Saint-Jean-du-Bruel | - La Cresse - Mostuéjouls - Peyreleau - Rivière-sur-Tarn - La Roque-Sainte-Marguerite - Saint-André-de-Vézines - Veyreau | - Aguessac - Castelnau-Pégayrols - Compeyre - Comprégnac - Creissels - Millau - Montjaux - Paulhe - Saint-Beauzély - Saint-Georges-de-Luzençon - Saint-Léons - Verrières | - Castelnau-Pégayrols - Montjaux - Saint-Beauzély - Viala-du-Tarn - Ayssènes - Broquiès - Brousse-le-Château - Les Costes-Gozon - Lestrade-et-Thouels - Saint-Rome-de-Tarn - Saint-Victor-et-Melvieu - Le Truel - Saint-Laurent-de-Lévézou - Saint-Léons - Ségur - Vézins-de-Lévézou | - Belmont-sur-Rance - Montlaur - Mounes-Prohencoux - Murasson - Rebourguil - Saint-Sever-du-Moustier - Arnac-sur-Dourdou - Brusque - Camarès - Fayet - Gissac - Mélagues - Montagnol - Peux-et-Couffouleux - Sylvanès - Tauriac-de-Camarès - La Bastide-Pradines - Calmels-et-le-Viala - Roquefort-sur-Soulzon - Saint-Affrique - Saint-Félix-de-Sorgues | - Saint-Izaire - Saint-Jean-d'Alcapiès - Saint-Rome-de-Cernon - Tournemire - Vabres-l'Abbaye - Versols-et-Lapeyre - Balaguier-sur-Rance - La Bastide-Solages - Brasc - Combret - Coupiac - Laval-Roquecezière - Martrin - Montclar - Montfranc - Plaisance - Pousthomy - Saint-Juéry - Saint-Sernin-sur-Rance - La Serre |

## Patrimoine

### Patrimoine des Causses
- Les dolmens préhistoriques

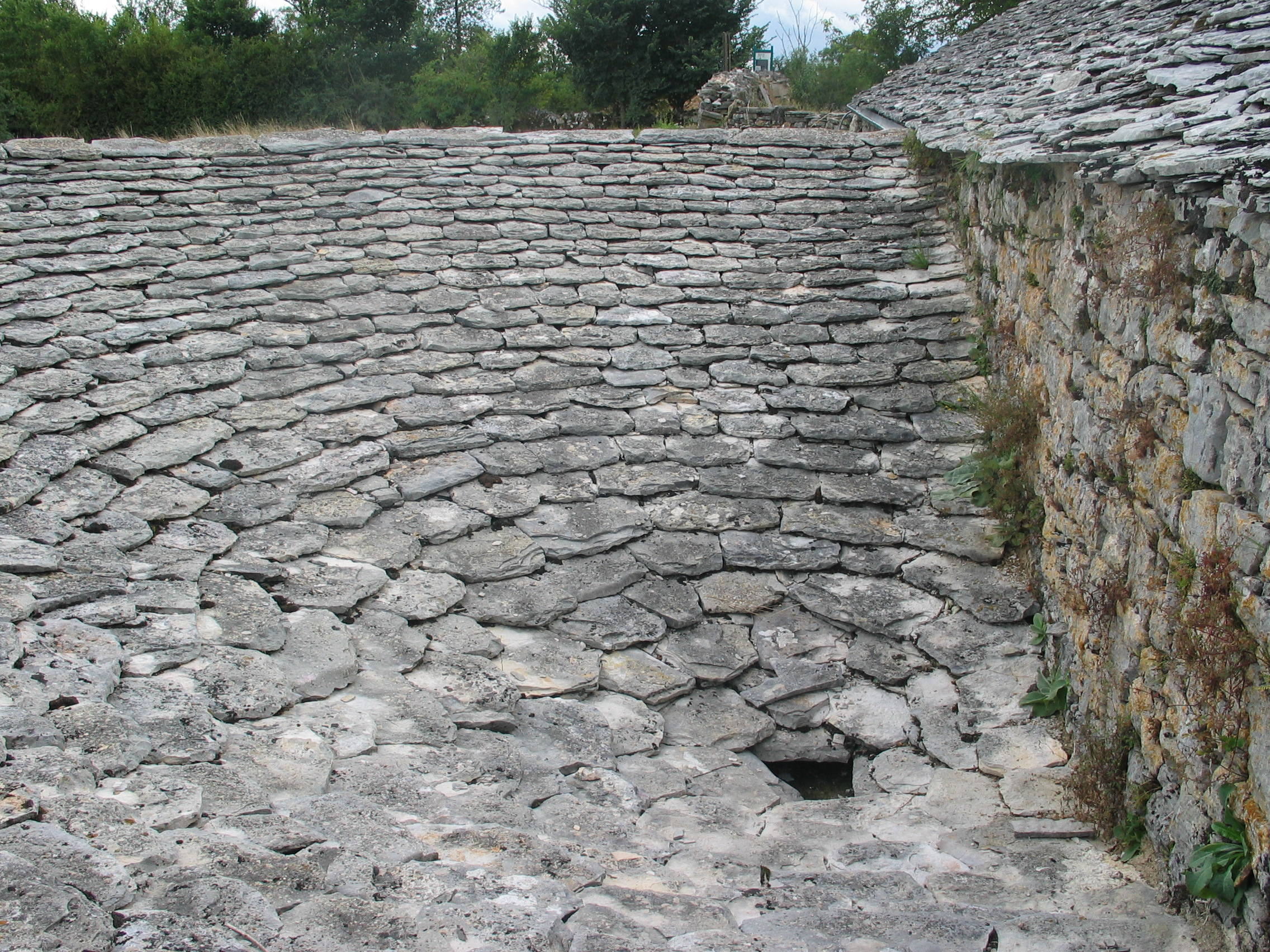
Toit citerne couvert de lauzes dans le hameau de Montredon (Larzac).

- Les maisons et mas traditionnels construits avec les moellons de calcaire des clapas et parfois quelques pannes de chênes rare à l'époque sur les causses.
- Les voûtes et arcades de pierres, omniprésentes.
- Les jasses (jaças [(d)ʒaso] en occitan rouergat) ou bergerie  en français : bâtiments agricoles traditionnels de pierres hourdées au mortier de terre/chaux dévolus aux troupeaux de brebis.
- Les lavognes (lavanhas [laβaɲo] en occitan rouergat), mares de forme conique maçonnées sur un tapis d'argile destinées à recueillir et conserver l'eau de pluie pour les troupeaux.
- Les caselles de berger en pierres sèches particulièrement abondantes sur le causse Rouge.

### Patrimoine des Avants-Causses
- Les dolmens préhistoriques
- Les grands domaines monastiques ont organisé le territoire autour de leurs granges ou granges-étables.
- Les clapas, amoncellements parfois impressionnant de pierres qui sont le résultat de l'épierrement continu et immémorial des champs labourés par les paysans.
- Les « caves à fleurines », l'air qui circule facilement entre les rochers a été apprivoisé par l'homme qui s'en est servi dans les caves de Roquefort ou dans le village de Compeyre.

### Patrimoine des Rougiers
- Les statues-menhirs découvertes dans la région sont le témoin d'une civilisation préhistorique ayant occupé ce pays.
- Des bâtiments construits avec du grès écarlate témoignent de la richesse du pays.

### Patrimoine des Monts
- Des jasses (bergeries) qui servent pour l'estive.
- Des châtaigneraies à perte de vue.

## Faune et flore du parc
- Cerfs, sangliers, chevreuils accompagnés de grisets, éperviers, chouettes et hiboux vivent sur l'ensemble de ce territoire.

### Sur les causses
- D'immenses pelouses calcaires présentant une extrême diversité floristique, en particulier en orchidées dont certaines sont endémiques.
- Les buis et les genévriers communs innombrables.
- Les lavognes concentrent la vie animale avec des amphibiens (crapauds, grenouilles, tritons, salamandres), des oiseaux (bergeronnette, pouillot, engoulevent, merle noir, grive, épervier, vautour) et des chauves souris.
- Les forêts des causses sont constitués de chênes pubescents et de pins sylvestres envahissants les parcours.
- Le vautour fauve a été réintroduit depuis 1982. Il niche en colonies dans les falaises des gorges du Tarn et de la Jonte. On compte 140 couples. Le vautour moine, plus foncé et un peu plus grand que le vautour fauve, niche dans les arbres où il construit avec des branchages un nid imposant. Les vautours moines ont été réintroduits entre 1992 et 2004. On compte aujourd’hui 18 couples dans les Grands Causses. Quelques couples de vautours percnoptères reviennent d'Afrique pour se reproduire sur les causses.
- Le castor a élu territoire et colonisé certaines rivières du parc. Sa présence est signalée dans le Tarn, la Dourbie. Sur la Muse, on le rencontre en amont de Saint-Beauzély.

### Sur les Avants-Causses
- Les forêts sont dominés par le chêne pubescent.
- Le paysage en terrasses est favorable au lézard des murailles, au sédum blanc, et au cétérach.

### Sur les Rougiers
- La flore est de type méditerranéenne avec par exemple du thym.
- Dans les zones plus humides au bord des rivières, poussent la prêle, la menthe aquatique et l'aulne glutineux.

### Sur les Monts
- Le hêtre côtoie le chêne vert, le châtaignier et des résineux.

## Économie
L'économie du pays est fondée sur l'élevage extensif de brebis laitières de race Lacaune dont le lait emprésuré donnera les fromages de lait cru roquefort et pérail. 